# La villa del venerdì e altri racconti
La villa del venerdì e altri racconti è un'opera letteraria di Alberto Moravia, edita nel 1991. Il racconto che appare nel titolo, venne pubblicato dapprima singolarmente, quindi in raccolta con altri scritti. Entrambe le formule compaiono nelle varie edizioni. Da La villa del venerdì è stato tratto un film omonimo (1991), per la regia di Mauro Bolognini.
Il libro ha avuto numerose traduzioni in varie lingue

## I racconti[2]

### La villa del venerdì
Stefano ha affittato una villa sul mare, sia per ragioni di lavoro (lì vicino c'è il regista per cui scrive la sceneggiatura), sia perché a soli 30 chilometri c'è la casa dell'amante della moglie di Stefano, Alina. I coniugi conoscono i reciproci tradimenti: Alina ama avere avventure varie con uomini, mentre Stefano non riesce ad avere rapporti sessuali soddisfacenti con lei. Tutti i venerdì sera, per comune accordo, Alina se ne va dall'amante, un pianista, per tornare la domenica sera. Durante una di queste visite, Alina torna prima del tempo e dichiara di essere stata picchiata dall'amante, ma di aver provato la certezza del suo amore e di aver tratto piacere dall'esperienza. Stefano le spiega che si sono infilati in un rapporto sadomasochista e lei trasecola, ma poi torna a raggiungere l'amante. Passa circa una settimana e i rapporti tra Alina e il pianista hanno raggiunto un punto elevato di pericolosità; Stefano, dal canto suo, è in crisi totale e desidera uccidere la moglie. A tale scopo prende la rivoltella e si avvicina alla casa del rivale. Però egli ama troppo Alina, sia pure in un modo assai platonico: arrivato nei pressi della villa dove dovrebbe trovarsi Alina, si rende conto che non le sparerà. Inoltre la vede scendere dal terrazzo con il suo piccolo bagaglio e andarsene in auto. I due si ritrovano a casa e lei dice che ha lasciato il pianista per sempre: l'amore si è mutato in odio. Ma dice anche che ha visto Stefano, con occhi spaventosi, e che ha finalmente sentito il suo amore.

### Il vassoio davanti alla porta
Il testo è stato pubblicato come opera singola e ha avuto numerose edizioni nel 1989.. Dal 1990 è stato incluso nella presente raccolta.
La vicenda si svolge in un albergo montano sulle Dolomiti e nelle vicinanze, sino a un rifugio alpino visibile dall'hotel. Gian Maria Davanzo è un diciottenne che ha scelto questo tipo di vacanza per isolarsi e scrivere una tragedia. Ben presto, entra nell'orbita di una donna di nome Magda Burla, molto bella e proveniente da Milano. Gli armeggi della donna per attirare il ragazzo sono molto espliciti, ma per qualche motivo, Gian Maria manca sempre a un appuntamento, oppure arriva quando la donna è già impegnata con altri. Un'altra donna, Giuliana Pietrobon, gli spiega che Magda Burla è disturbata e cerca di fare sesso con tutti, mentre lei, la Pietrobon, è stata incaricata dal marito (di Magda) di attuare una sorveglianza. Nel giro di due giorni il povero Gian Maria ha tutte le prove che Magda si comporta in modo promiscuo e non saprebbe dare spiegazioni del suo agire: persino la Pietrobon, dichiarata lesbica, a tempo e luogo gode dei favori di Magda. Dopo una drammatica gita al rifugio alpino, occasione in cui Magda si offre platealmente a Gian Maria, senza però che si arrivi a un'avventura, il ragazzo decide di ripartire. Si accorge, e non è la prima volta, che davanti alla porta di Magda c'è un vassoio con due cene, una per lei (intatta) e una per l'amante di turno, a quanto pare, la Pietrobon. Finalmente il giovane lascia l'albergo ed è sollevato di scendere a valle a bordo della corriera.

### Sull'autostrada
Giacomo sta viaggiando in auto verso Firenze. A un casello autostradale nota una donna che fa l'autostop e la invita a salire. Lei è infermiera, si chiama Amalia, sta tornando a casa perché in stato avanzato di gravidanza. Giacomo si chiede dove l'abbia vista e d'improvviso ricorda di averla avuta come assistente dopo un intervento che aveva subito e nel quale la moglie si era rifiutata di rimanere la notte. Quando è avvenuto il reciproco riconoscimento, Giacomo chiede ad Amalia di scoprirsi il corpo, come aveva fatto nella lontana notte dell'intervento. Lei lo accontenta: appare dapprima un seno molto sviluppato e poi un ventre sferico e teso. Giacomo allunga una carezza al ventre della donna, poi riprendono a viaggiare.

### Pensa!
L'ingegner Pegoraro ha qualche difficoltà di bilancio familiare. In teoria non dovrebbe essere così, perché lui appartiene a un Ente statale che devolve il denaro direttamente ai funzionari, i quali dovrebbero pensare ai sinistrati di ogni calamità naturale. Ma i funzionari ritengono che pensare non voglia dire provvedere, così di solito intascano il denaro limitandosi alle azioni più appariscenti, ma non ai veri problemi della gente affidata alla loro assistenza. Ma si dà il caso che il dottor Vaccaro abbia scoperto che il ragioniere Bovaro ha veramente destinato i fondi ai sinistrati e ora non c'è più margine per gli altri truffatori. Pegoraro e Vaccaro si dirigono all'ufficio di Bovaro per ingiungergli di dimettersi, però l'uomo si ostina nelle sue idee e finisce con il chiamare Ladro Pegoraro. 	Il quale, uscito, incarica Vaccaro di chiamare la clinica per malattie mentali, dove far internare Bovaro, e ovviamente chiede il silenzio assoluto sull'episodio.

### La donna dagli occhi strabici
Il signor Coppa si trova in cattive acque finanziarie e la moglie non fa che rimproverarlo. Un giorno gli dice chiaro e tondo che si deve specializzare per fare carriera e soldi. Sbalordito, il Coppa viene a sapere che un loro conoscente, Cuppa, è ricco e gode di molta influenza grazie alla sua specializzazione. Coppa va a Roma per capire cosa abbia fatto il Cuppa. Viene ricevuto in un ufficio immenso con vista sulla capitale e il Cuppa è molto contento di vederlo. Ma, in merito alla specializzazione, Cuppa dice che ha studiato a fondo l'Uomo, nella persona del Cappa, il capo del ministero. Cosa tutto ciò significhi è sempre meno chiaro al Coppa: forse che Cuppa fa servigi fuori ufficio per il principale? E che c'entra la preferenza del Cappa per le donne con gli occhi strabici? Presto la cosa si chiarisce: Cuppa deve andare dal principale e Coppa è fatto uscire dalla segretaria: così si accorge che la donna ha veramente gli occhi strabici.

### Mi chiamo Alice sono una trottola
Alice è una bambina troppo vivace. Si è accorta che la madre ha un fidanzato e che non la sorveglia abbastanza. Alice corre e corre, si getta anche sull'ometto che le ha portato dei cioccolatini, gli salta sulla pancia e non vuole dirgli grazie per il regalo. Poi viene allontanata. Comprendendo che nessuno la sta vedendo, va al pozzo e lo scopre, nonostante ciò le sia stato vietato. Poi introduce la sua bambola nel pozzo e dietro a questa, tutti i cioccolatini, uno a uno. Quindi rimette a posto la chiusura del pozzo.

### Ma che farfalla sei?
Il racconto comprende più punti di vista: Rosanna di diciassette anni, Giuliano, suo fratello maggiore, universitario, la loro madre, un cameriere nuovo. Rosanna vuole andare in India perché è incinta e insiste per parlare col padre, la mamma tergiversa e intanto chiede a Giuliano i nomi di alcune farfalle. Poi, quando la figlia decide di chiedere al padre un sì o un no sul suo viaggio, la madre paragona tutti loro a un tipo di farfalla: il marito malato è ovviamente il baco, serve solo a produrre seta, cioè denaro. Infine si ricorda del cameriere (un omosessuale convinto, ma i padroni non lo sanno) e gli ricorda di mettere i guanti quando fa servizio in tavola.

### Un angelo m'annuncia ogni giorno la verità
Racconto narrato in prima persona. Un giornalista politologo è sposato con una donna che ama, ma che lo tradisce. Lei ha asserito che l'importante è dirsi tutto e quindi, una volta narrate le sue infedeltà, queste non devono contare più. Un giorno lei gli annuncia di essere incinta e, alla richiesta se sia lui il padre, la risposta è affermativa. La donna produce una serie di circostanze che rendono impossibile attribuire all'amante (di nome Vasco) la paternità; di fronte però ai dubbi del marito, si infuria e dichiara che lui stesso deve incontrare Vasco. Quanto a lei, ha detto la verità come sempre, semmai lei giudica freddo il marito di fronte all'arrivo di un figlio suo.

### Ecco Venere intera pesante come l'oro
Cosimo e Nora sono sposati e stanno per ricevere alcuni amici. Sempre arrabbiati, si rendono conto che non fanno l'amore da più di un anno e decidono sui due piedi di farlo subito, senza preoccuparsi degli ospiti che, uno a uno, arrivano in anticamera. Tanto, c'è la domestica che li intrattiene con bevande varie. Cosimo sa che tutti gli amici gli invidiano la moglie e farebbero ogni sorta di tiri per sottrargliela ma, vedendola spogliarsi, si sente ancora una volta colpito dal suo aspetto come di statua d'oro. Sente anche il suo peso, mentre lei gli dice che ha un fisico da San Sebastiano. Quando tornano a rivestirsi, Cosimo dentro di sé si sente tanto sollevato da pensare che il paragone più giusto per lui sarebbe quello con San Cristoforo, che traghettò una creatura dal peso sproporzionato alle dimensioni. A lui è toccata una Venere d'oro.

### La fata Morgana
Girolamo e la moglie sono in auto. L'uomo si sente geloso perché lei continua a elencare tutte le proprietà di Angelo, molto superiori alle loro. In un primo momento la donna dice al marito di amarlo, ma, visto che non smette di celebrare Angelo (che ha anche un aereo personale) finisce con il dire che ama lui e lei sull'aereo Cessna ci ha volato. Arrivano in prossimità di un prato: la donna esprime la curiosa opinione che Angelo verrà proprio lì con l'aereo e atterrerà in quel prato. Ne è a tal punto convinta che si getta dall'auto e corre sul prato, senza ascoltare il marito che le dice che quel terreno non è adatto, tutto gobbe e così via. Quando capisce che la moglie è in atto di spalancare le braccia per ricevere l'aereo, lui prende una rivoltella dalla tasca e, presa la mira, le spara. Lei cade, mentre l'aereo si libra nuovamente nel cielo. Ma poi Girolamo si rende conto di aver avuto un miraggio: la moglie è là e gli chiede perché si sia fermato e ne scaturisce un altro battibecco.

### La moglie-giraffa
Un uomo è stupito nel vedere che sua moglie Gigliola ha pressappoco le forme di una giraffa: non tanto per il collo, quanto per le gambe che sono sottili in basso e si ingrossano verso il bacino. Qualche tempo prima era stato in Africa e aveva sparato a una giraffa, atto non permesso. Ora, constatando che la moglie continua a parlare sottovoce alla madre ed entrambe scoppiano continuamente a ridere, rifiutandosi di farlo partecipe della loro ilarità, lui più che mai pensa alla giraffa africana e allo sparo, che trasferirebbe volentieri sulla moglie.

### Ma la portafinestra non è una finestra
Adriano sta seduto nell'auto e guarda le finestre illuminate della sua casa. È convinto che sua moglie lo stia tradendo con un loro amico e ha l'impressione che i due si stiano baciando: vede le loro sagome, ma il bacio dura troppo e così l'uomo si convince che loro sappiano bene di essere visti e recitino a suo beneficio. Un senso di rivalsa si impadronisce di Adriano che decide di rispondere con la stessa moneta. Si avvia verso una strada alberata dove, a ogni platano, sta una prostituta. Le donne sono ambite da molti uomini in auto e quando accettano un cliente, salgono con lui sulla macchina. Adriano sceglie una piccolina bionda e con gli occhi azzurri, perché non vuole che somigli alla moglie. Questa, di nome Gaby, sale con lui. Adriano vuole solo portarla a casa e sorprendere la moglie con l'amante: Gaby dovrà gridare una frase di orrore e poi andarsene sbattendo la porta. Ma varie sorprese sono in agguato per Adriano: quando vede alla luce la donna che ha abbordato, si rende conto che non è né giovane, né bionda e non ha gli occhi azzurri, ma solo il trucco di questo colore. Lei poi è molto titubante, ma finalmente entrano. Nella casa c'è la moglie da sola davanti alla televisione. Gaby fa malissimo la sua parte e fugge via senza sbattere la porta. Adriano si spiega con la moglie e lei gli dice che si è sbagliato a vederla, perché loro non hanno finestre, ma solo porte-finestre con il vetro fino a terra. I due che si baciavano erano di certo a un altro piano.

### Come si fa a vivere con la moglie infedele
Sante è molto geloso della moglie (di cui conosce tutti i tradimenti) e si sforza di sopportare il dolore come può. Un giorno è deciso a farla finita, ma accade un fatto nuovo: la moglie gli dice che un tale, per strada, le va dietro e le sussurra oscenità nell'orecchio, senza mai farsi vedere. Allora Sante decide di interpretare la parte del tipo e chiama al telefono la moglie, dice un po' di sconcezze alterando la voce, poi le dà appuntamento in una piazza per il tardo pomeriggio. Va all'appuntamento, ma attende invano. Esasperato, torna a casa e lo colpisce l'atmosfera buia e l'odore di gas. La cucina è chiusa dall'interno e Sante si lancia contro il vetro della porta, lo rompe, apre il locale e va subito ad aprire anche una finestra. Giratosi vede la moglie esanime accanto al forno. Sulle prime vorrebbe finirla lui, ma la donna apre gli occhi e allora la porta sul letto. Una lettera gli fa sapere che è stato scoperto e con lui così geloso, è impossibile vivere. E lei vuole solo lui.

### Sarà vero, sarà falso?
Terenzio e la moglie Giorgia stanno inoltrandosi nella campagna incolta e sconnessa dell'Etruria, per raggiungere una villa che dovrebbero vedere. Ad un tratto, senza una logica ragione, lei gli comunica che lo tradisce con Marco, che la loro figlia è in realtà di Marco e altre cattiverie. Terenzio è convinto che non sia la moglie a parlare, data la sua immobilità e la differenza del timbro di voce. Eppure lei gli conferma di aver parlato e di non essere in preda a un dèmone. Terenzio ha un attacco di violenza e tenta di strangolare Giorgia, che però riesce a liberarsi e fuggire dall'auto. Lui la raggiunge e la getta in terra, tenendole bloccate le braccia e le gambe. Così Giorgia si riprende e ammette di aver mentito: il motivo è che Terenzio la trascura. Riconciliati, i due faranno l'amore.

### Il giocatore di scacchi
Livio e Moira, coniugi, sono in vacanza a Ischia. Ammirano le imbarcazioni private ancorate nel porto e finiscono con il litigare perché lei nomina un proprietario, quello della barca più ricca. Poco dopo, si avvicina un signore con i capelli grigi e fa amicizia con Moira: Livio è geloso, ma ha la mania di paragonare tutto il rapporto con la moglie a una partita di scacchi, gioco nel quale riesce molto bene. Da quel momento segue la sua regina che azzecca una mossa dietro l'altra nel sedurre il tipo dai capelli grigi: prevede anche che lui risponderà con mosse sbagliate, perdenti. Così è infatti: Moira si allontana con il nuovo amico, dopo aver gridato a Livio che è un uomo senza destino e a lui non resta che pagare i caffè che tutti e tre hanno bevuto.

### Latina express
Narrato in prima persona, è il racconto di come un giovane di diciannove anni è finito in carcere, sia pure con la più alta probabilità di non avere conseguenze. Il ragazzo è scappato insieme a Rita, formalmente sua matrigna, ma in realtà  una coetanea diciottenne. Rita legge sempre fotoromanzi e manipola gli altri come vuole, infatti, pur avendo conoscenza e relazione con il ragazzo, ne ha sposato  il padre, maggiore di lei di quarant'anni. Da Latina i due sono scappati, hanno convinto un ferroviere a lasciarli entrare in un vagone fermo, poi lei ha escogitato molti piani criminosi per procurarsi del denaro. Tutto sembra molto irreale, salvo il fatto che Rita ha portato da casa la rivoltella del marito e non esita a metterla nelle mani del figliastro. Secondo i piani, che Rita continua a cambiare, lui dovrebbe fare una rapina ai danni di un ignaro passeggero, ma quando arriva il momento, il giovane trova che Rita si sta mettendo d'accordo con la potenziale vittima, un signore attempato, a farsi ospitare a Catania. Sentendosi raggirato, il ragazzo estrae la rivoltella e grida, poi l'uomo lo agguanta con relativa facilità: parte un colpo e ferisce Rita, che continua con le sue sceneggiate. Stranamente, il vecchio marito se la riprende in casa e non vuole vedere più il figlio.

## Edizioni
- Alberto Moravia, La villa del venerdì, A. Mondadori, Milano 1988
- Alberto Moravia, La villa del venerdì e altri racconti, Bompiani, Milano 1990
- Alberto Moravia, La villa del venerdì, Bompiani, Milano 1992